# シェラトン・ワイキキ・ビーチリゾート
シェラトン・ワイキキ・ビーチリゾート（英語：Sheraton Waikiki Beach Resort）は、アメリカ合衆国のハワイ州、ホノルル市にある大型高級ホテル。国際興業グループが所有し、マリオット・インターナショナルが運営する。

## 概要

### ハワイ最大級のホテル
オアフ島の中心地であるホノルルのワイキキビーチに面した敷地に建設され、1971年に開業した。ホノルル市内で初の1,000室を越える大型ホテルとなった。なお現在でもホノルルだけでなく、ハワイ州最大級のホテルの1つである。近年では2004年と2009年、2020年にホテル設備の大規模なリニューアルを行い、客室内やロビーなどの設備を充実させた。

### ビーチフロント
ワイキキビーチの中心地のビーチの目の前にあり、ホテル内のプールエリアより水着のままビーチに出ることができる（ホテル建物内では上着着用の規則あり）他、ワイキキで唯一のウォータースライダーつきプールがある。
またビーチの目の前にあるため、オーシャンフロントの客室からはワイキキビーチを目前に見ることが出来る。また、部屋の向きによってはダイヤモンドヘッドの景色を目前に見ることができる眺望の良さを誇る。なお、殆ど全ての客室にラナイ（ベランダ）が付いている。

### 利便性

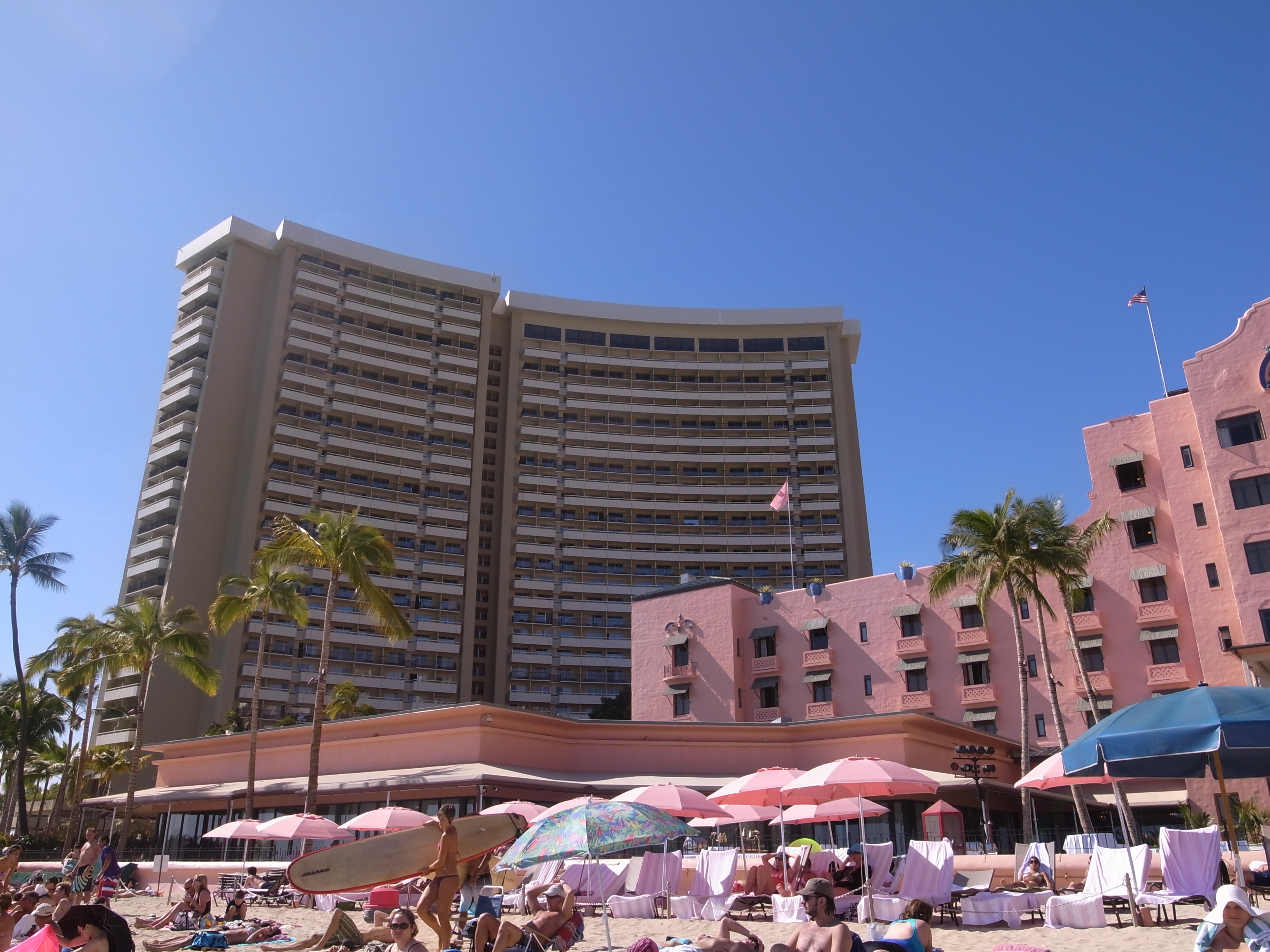
シェラトン・ワイキキ・ビーチリゾート（ワイキキビーチより）

ビーチの目の前にあると同時に、ワイキキエリアにおける目抜き通りであるカラカウア大通りのほぼ真ん中に位置し、「ロイヤル・ハワイアン・センター」に隣接している上、徒歩圏内に多くのレストランやバー、ブティックやDFSなどのショッピングモールが林立するため、グルメやショッピングにおける利便性も高い。
なお、年末にはプール&ビーチサイドで年越しパーティーが行われることで知られ、同時にボールルームで行われるコンサート（2009年はヴィレッジ・ピープルとアシャンティのコンサートが行われた）と併せ、その規模はホノルルでも有数のものとなることで知られている。

### 日本人対応
宿泊客の多くが日本人観光客であり、日本人向けのサービスが充実している。日本語が出来るスタッフを常駐させているほか、ほぼ全ての掲示、注意書きなどは日本語と英語の併記となっている。さらに滞在中の日本語スタッフとのLINEでの問い合わせサービスや日本語新聞の提供を行っている。

## データ
- 所在地：Kalakaua Avenue Honolulu, Hawaii 96815
- 建物：31階
- 部屋数：1695室

## 施設

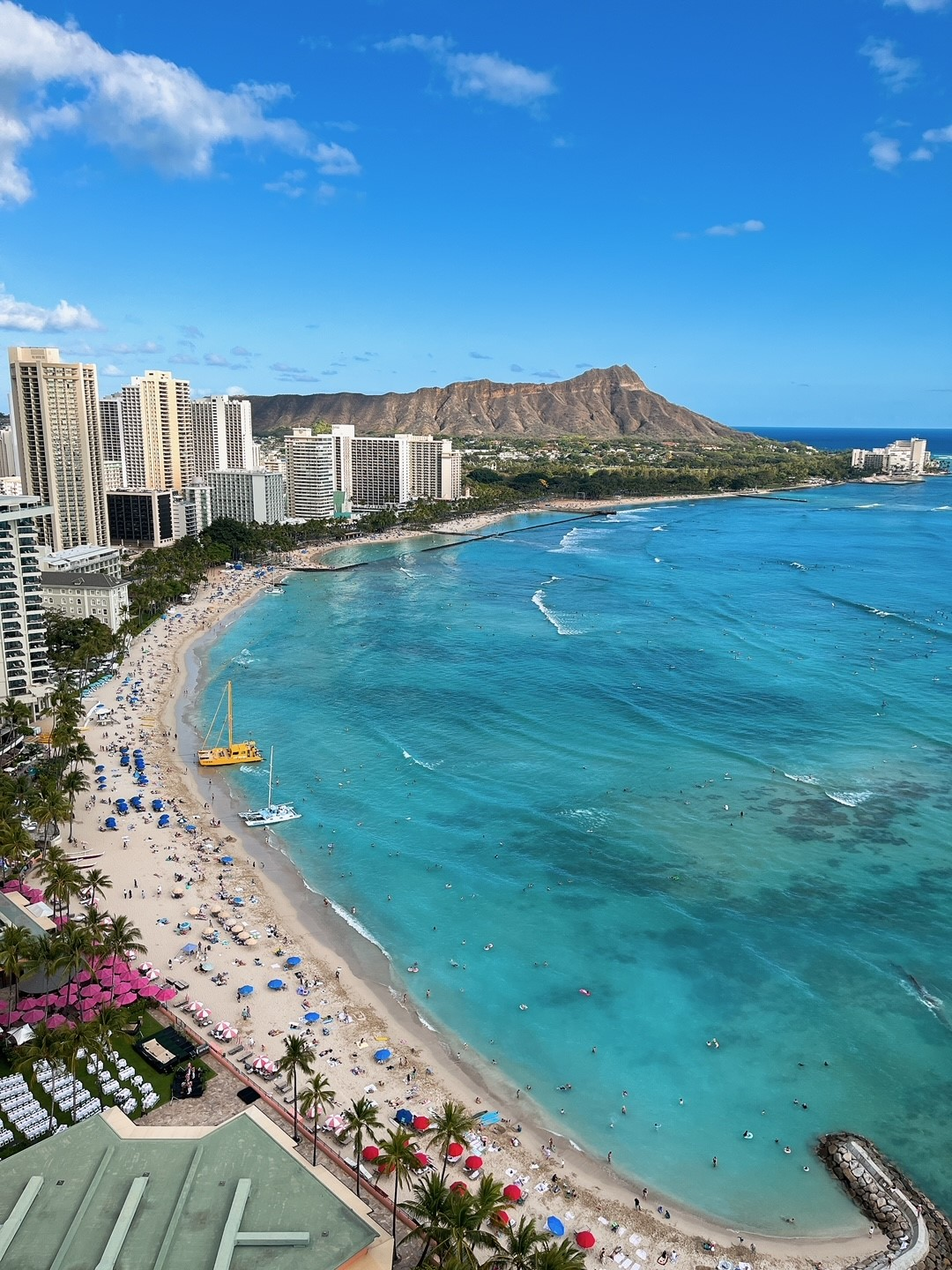
ダイヤモンドヘッドとワイキキビーチ

### レストラン
- 「カイ・マーケット」：1階に位置する、海に面するレストラン。
- 「ラムファイヤー」：1階の海に面するグリル＆バー。
- 「エッジ・オブ・ワイキキ」：1階のインフィニティ・プール隣の屋外バー。
- 「ホノルルコーヒーカンパニー」：1階のプールサイドと正面玄関付近の2か所にあるコーヒーと軽食のショップ。

### アクティビティ
- エッジ・インフィニティプール
- ヘルモア・プレイグラウンド（スライダー付きファミリー向けプール）
- ホテル内ショッピング
- シュノーケル
- ヨットセーリング
- アウトリガーカヌー
- サーフィン
- ブギーボード
- エアロビクス
- フラクラス

### その他
- ローソン[1]
- フィットネス・ジム
- みやげ物店
- ブティック
- 旅行代理店（JTB、ジャルパックなど）
- ビジネスセンター
- ATM
- 宴会場
- ボールルーム
- 会議場

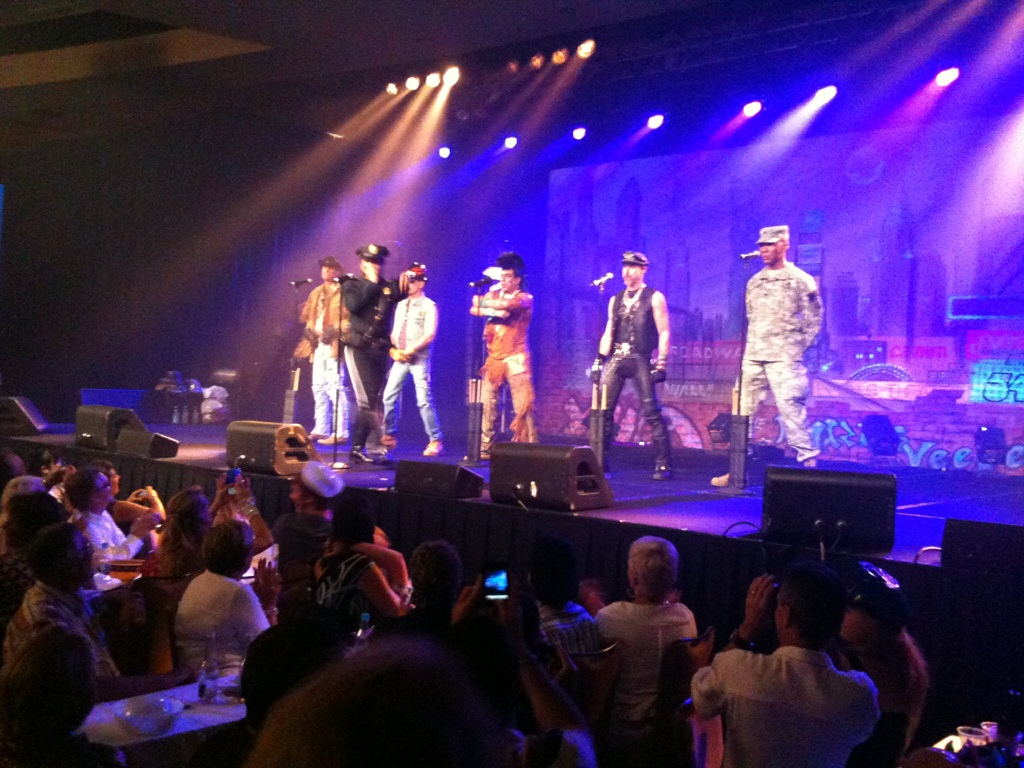
ボールルームで行われた「ヴィレッジ・ピープル」のニューイヤーコンサート（2010年）

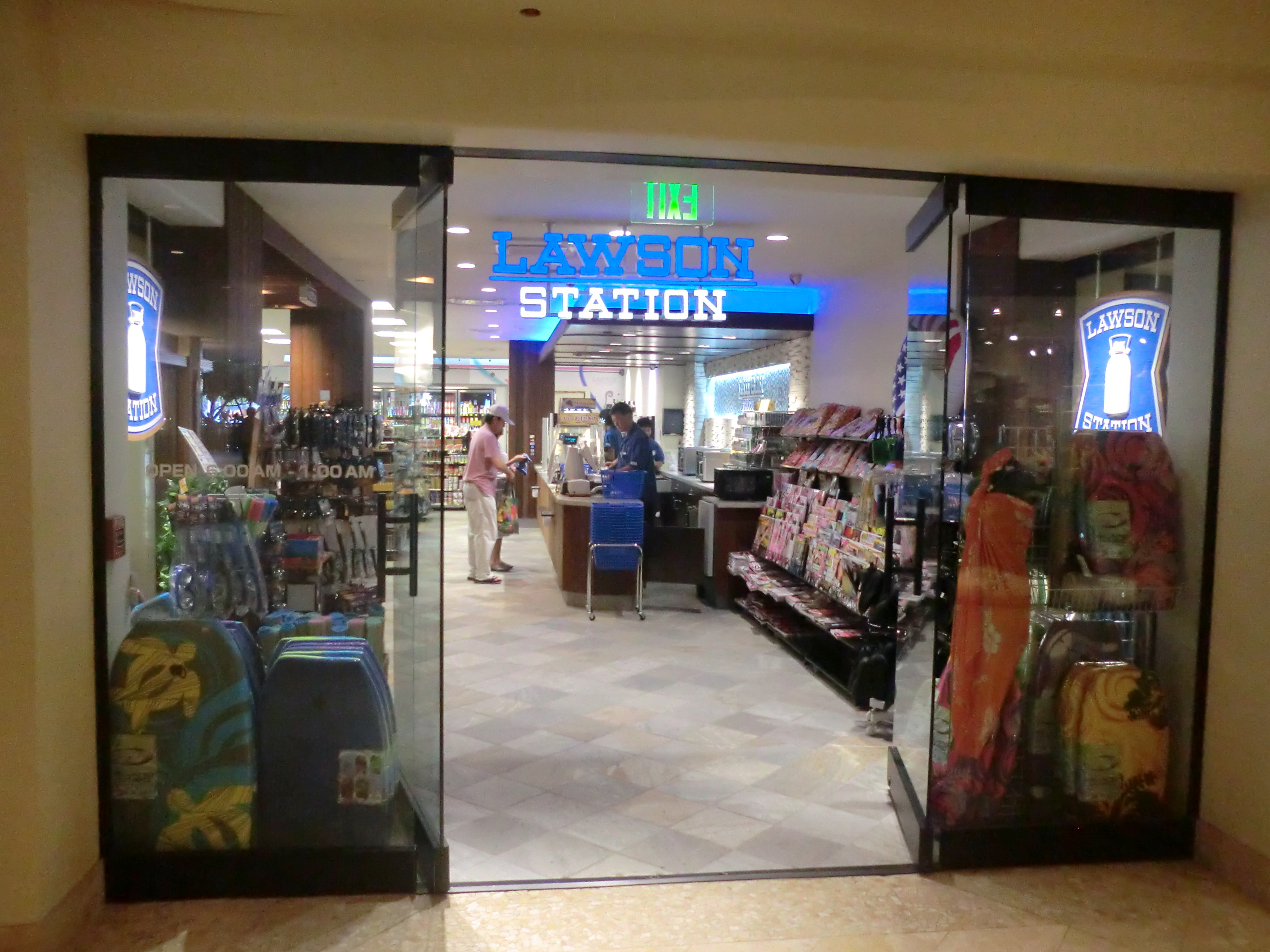
1Fに出店しているローソン

- 駐車場（向かいにある「ロイヤル・ハワイアン」と兼用）

なお宿泊客は、同系列ホテルである「ロイヤル・ハワイアン」や「モアナ・サーフライダー・ウェスティン・リゾート&スパ」、「シェラトン・プリンセス・カイウラニ」の施設をルームチャージ扱いで利用することができる。

## アクセス
ホノルル国際空港からは州間高速道路H-1号線のExit 23経由で30分程度でアクセスが可能である。なお、ホテルのシャトルバスやハイヤー（有料）も用意されている。また、公営バスである「TheBus」や「ワイキキ・トロリー」の停車場もホテルの徒歩圏内にある。